# Atletica leggera ai Giochi della XVII Olimpiade - 5000 metri piani

Video della Finale (filmato a colori)

La competizione dei 5000 metri piani maschili di atletica leggera ai Giochi della XVII Olimpiade si è disputata nei giorni 31 agosto e 2 settembre 1960 allo Stadio Olimpico di Roma.

## L'eccellenza mondiale
| Camp. olimpico 1956   | 13'39"6       | Vladimir Kuc    | Ritir. 1957          |
| Primatista mondiale   | 13'35"00 1957 | Vladimir Kuc    | Ritir. 1957          |
| Camp. europeo 1958    | 13'53"4       | Z. Krzyszkowiak | Solo siepi e 10.000m |
| Primatista stagionale | 13'49"2       | Hans Grodotzki  | Presente             |

## La gara
In batteria eliminazione a sorpresa di Gordon Pirie, argento a Melbourne.
Finale: quando mancano ancora quattro giri alla conclusione Murray Halberg scatta in testa ed allunga. Il gruppo non crede al suo tentativo e lo lascia andare. In poco tempo il neozelandese accumula un vantaggio di 12 metri. Il primo a reagire è il tedesco Grodotzki. Ma Halberg continua ad andare a tutta birra: infila un giro in 61"1, facendo crescere il suo vantaggio fino a 20 metri. 

Nell'ultimo chilometro il neozelandese ha un calo, il suo tempo sul giro sale fino a 64". Gli inseguitori ne approfittano: Grodotzki ed il polacco Zimny gli giungono quasi alle spalle, ma non basta: Halberg vince in solitaria dopo una fuga di 1,4 km, quasi un terzo di gara.

Grodotzki, con un ultimo giro in 62"9, riesce a battere per l'argento Zimny.

## Risultati

### Turni eliminatori
| 4 Batterie | 31 agosto   | 46 iscritti    | Si qualificano i primi 3. |
| Finale     | 2 settembre | 12 concorrenti |                           |

### Batterie
| Pos. | Atleta           | Nazione          | Tempo Ufficiale | Tempo Ufficioso |
| ---- | ---------------- | ---------------- | --------------- | --------------- |
| 1    | Hans Grodotzki   | Germania         | 14'01"2         | 14'01"29        |
| 2    | Luigi Conti      | Italia           | 14'01"6         | 14'01"55        |
| 3    | Nyandika Maiyoro | Kenya            | 14'06"0         | 14'06"29        |
| 4    | Jurij Sacharov   | Unione Sovietica | 14'10"2         | 14'10"41        |
| 5    | Reijo Höykinpuro | Finlandia        | 14'21"8         | 14'21"92        |
| 6    | Hedwig Leenaert  | Belgio           | 14'24"6         | 14'25"81        |
| 7    | Frank Salvat     | Gran Bretagna    | 14'33"2         | 14'33"64        |
| 8    | Gabrou Merawi    | Etiopia          | 14'40"8         | 14'41"22        |
| 9    | James Beatty     | Stati Uniti      | 14'43"8         | 14'44"40        |
| 10   | Michael Hoey     | Irlanda          | 15'00"0         | 15'00"52        |
| 11   | Kassim Mukhtar   | Iraq             | 15'00"6         | 15'00"97        |
| -    | José Aceituno    | Cile             | Rit.            | Rit.            |
| -    | Béla Székeres    | Ungheria         | Rit.            | Rit.            |

| Pos. | Atleta             | Nazione          | Tempo Ufficiale | Tempo Ufficioso |
| ---- | ------------------ | ---------------- | --------------- | --------------- |
| 1    | Horst Flosbach     | Germania         | 14'08"4         | 14'09"25        |
| 2    | Sándor Iharos      | Ungheria         | 14'08"6         | 14'09"38        |
| 3    | Aleksandr Artynyuk | Unione Sovietica | 14'09"4         | 14'09"92        |
| 4    | Allan Lawrence     | Australia        | 14'10"0         | 14'10"71        |
| 5    | Hamoud Ameur       | Francia          | 14'14"0         | 14'14"17        |
| 6    | Manuel de Oliveira | Portogallo       | 14'15"6         | 14'16"14        |
| 7    | Doug Kyle          | Canada           | 14'25"0         | 14'25"36        |
| 8    | Marian Jochman     | Polonia          | 14'30"8         | 14'31"29        |
| 9    | José Molíns        | Spagna           | 14'31"2         |                 |
| 10   | Mohamed Saïd       | Marocco          | 14'53"6         |                 |
| 11   | Ranjit Bhatia      | India            | 15'06"6         |                 |

| Pos. | Atleta            | Nazione          | Tempo Ufficiale | Tempo Ufficioso |
| ---- | ----------------- | ---------------- | --------------- | --------------- |
| 1    | Friedrich Janke   | Germania         | 14'04"4         | 14'02"58        |
| 2    | Michel Bernard    | Francia          | 14'04"6         | 14'04"82        |
| 3    | Albie Thomas      | Australia        | 14'06"2         | 14'06"27        |
| 4    | William Dellinger | Stati Uniti      | 14'08"6         | 14'08"72        |
| 5    | Boris Efimov      | Unione Sovietica | 14'14"6         | 14'14"68        |
| 6    | Simo Saloranta    | Finlandia        | 14'15"2         | 14'15"35        |
| 7    | Jaroslav Bohatý   | Cecoslovacchia   | 14'30"0         | 14'30"34        |
| 8    | Gordon Pirie      | Gran Bretagna    | 14'43"6         |                 |
| 9    | Khristos Khiotis  | Grecia           | 15'01"2         |                 |
| 10   | Cyprian Tseriwa   | Rhodesia         | 15'02"8         |                 |
| 11   | Somnuek Srisombat | Thailandia       | 15'32"6         |                 |

| Pos. | Atleta            | Nazione           | Tempo Ufficiale | Tempo Ufficioso |
| ---- | ----------------- | ----------------- | --------------- | --------------- |
| 1    | Dave Power        | Australia         | 14'03"6         | 14'03"31        |
| 2    | Murray Halberg    | Nuova Zelanda     | 14'03"8         | 14'04"28        |
| 3    | Kazimierz Zimny   | Polonia           | 14'07"4         | 14'07"75        |
| 4    | Bruce Tulloh      | Gran Bretagna     | 14'17"2         | 14'17"30        |
| 5    | Miroslav Jurek    | Cecoslovacchia    | 14'31"4         | 14'31"53        |
| 6    | Eugène Allonsius  | Belgio            | 14'36"8         | 14'37"20        |
| 7    | Robert Soth       | Stati Uniti       | 14'40"4         | 14'40"85        |
| 8    | Miklós Szabó      | Ungheria          | 14'51"6         | 14'51"99        |
| 9    | Andrei Barabaş    | Romania           | 15'11"2         |                 |
| 10   | Muharrem Dalkılıç | Turchia           | 15'13"6         |                 |
| 11   | Jean Aniset       | Lussemburgo       | 15'17"0         |                 |
| 12   | Mubarak Shah      | Pakistan          | 15'43"0         |                 |
| 13   | George De Peana   | Guyana britannica | 15'54"2         |                 |

### Finale
| Pos.    | Atleta             | Età | Nazione          | Tempo Ufficiale | Tempo Ufficioso |
| ------- | ------------------ | --- | ---------------- | --------------- | --------------- |
| Oro     | Murray Halberg     | 27  | Nuova Zelanda    | 13'43"4         | 13'43"76        |
| Argento | Hans Grodotzki     | 24  | Germania         | 13'44"6         | 13'45"01        |
| Bronzo  | Kazimierz Zimny    | 25  | Polonia          | 13'44"8         | 13'45"09        |
| 4       | Friedrich Janke    | 29  | Germania         | 13'46"8         | 13'47"14        |
| 5       | Dave Power         | 32  | Australia        | 13'51"8         | 13'52"38        |
| 6       | Nyandika Maiyoro   | 29  | Kenya            | 13'52"8         | 13'53"25        |
| 7       | Michel Bernard     | 28  | Francia          | 14'04"2         | 14'04"68        |
| 8       | Horst Flosbach     | 24  | Germania         | 14'06"6         | 14'07"03        |
| 9       | Aleksandr Artynyuk | 24  | Unione Sovietica | 14'08"0         | 14'08"45        |
| 10      | Sándor Iharos      | 30  | Ungheria         | 14'11"4         | 14'11"91        |
| 11      | Albie Thomas       | 25  | Australia        | 14'20"4         | 14'20"88        |
| 12      | Luigi Conti        | 22  | Italia           | 14'34"0         | 14'34"45        |